# IFK Munkfors
Le IFK Munkfors est un club de hockey sur glace de Munkfors en Suède. Il évolue en Division 1, le troisième échelon suédois.

## Historique
Le club est créé en 1944.

## Ancien joueur
- Kristian Huselius